# Monitor residente
Um monitor residente (MR) era um componente de software, parte integral de um computador de uso general. Seu trabalho consistia em realizar a carga rápida de qualquer tarefa a executar em um ambiente batch. Pode ser considerado como a mais primitiva forma do sistema operacional.
Antes de começar a execução, o operador do sistema devia agrupar tarefas que foram similares. Isto era realizado por conta de que os sistemas de computadores não contavam com uma grande quantidade de memória, assim não podia carregar rotinas muito dinâmicas. 

## Motivação
Entre as décadas de 1950 e 1970, os computadores eram dispositivos enormes, controlados mediante um console. Os dispositivos de entrada mais comuns eram os cartões perfurados. Se realizava a carga de um trabalho e este podía chegar a terminar em qualquer momento (minutos, horas ou dias depois); por isso, quando o programa terminava a execução, alguém devia realizar a tarefa de inserir uma nova carga, para se executar uma nova tarefa. Desta maneira, surge o monitor residente.